# Bibliothèque Lavisse
La bibliothèque Lavisse est une bibliothèque d'Histoire située à la Sorbonne. Elle a été créée par l'historien Ernest Lavisse à la fin du XIXe siècle. 

## Origine et histoire

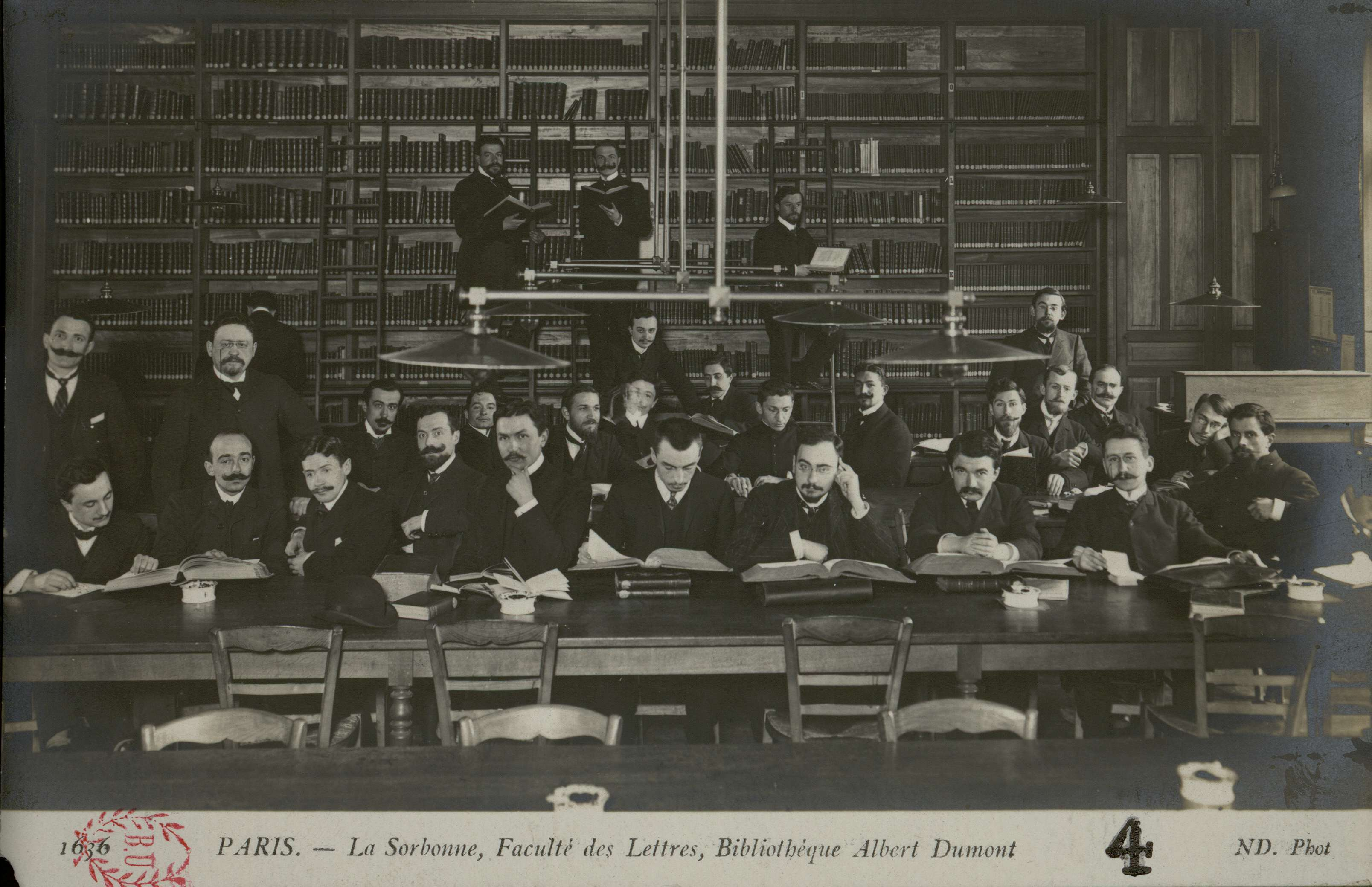
La bibliothèque Albert Dumont, future bibliothèque Lavisse, au début du siècle. Cliché Bibliothèque de la Sorbonne, Nubis.

L'origine de la bibliothèque Lavisse est évoquée par Jean Bonnerot dans La Sorbonne : Ernest Lavisse, historien français et professeur à la Sorbonne à partir de 1888, fonde en 1895 une bibliothèque spécialement destinée aux étudiants préparant le concours de l'agrégation, et enrichie en particulier par la donation de Jules-Gustave Flammermont (1852-1899), professeur d'histoire à la faculté de Lille qui légua, selon le même ouvrage de Jean Bonnerot, toute sa fortune pour créer une caisse de prêts en faveur des étudiants en histoire moderne. À cette donation, divers dons d’Élie Halévy, Théodore Reinach et Ernest Lavisse sont joints pour créer la bibliothèque nommée initialement bibliothèque Albert Dumont, du nom de ce proche collaborateur d'Ernest Lavisse et réformateur de l'université française. Elle prend le nom de son fondateur en 1925, trois ans après la mort de celui-ci.
Les collections de la bibliothèque Lavisse ont été enrichies au cours du temps par l'acquisition d'ouvrages en rapport avec les programmes successifs de l'agrégation d'histoire, depuis la séparation de celle-ci d'avec l'agrégation de géographie en 1943. Elles comptent aujourd'hui plus de 36 000 volumes spécialisés en histoire.

## Statuts et fonctions

### Statut administratif
La bibliothèque Lavisse fait partie du réseau des 17 bibliothèques de l'UFR d'histoire de l'université Paris 1 Panthéon-Sorbonne. Elle accueille les étudiants issus des universités Paris 1 Panthéon-Sorbonne, Sorbonne Université et Université Paris Cité et préparant l'agrégation d'histoire, l'agrégation de géographie ou le CAPES d'histoire-géographie.

### Fonctions et services
La bibliothèque Lavisse a pour première fonction l'accueil des étudiants en vue de la préparation des épreuves orales et écrites des concours. Sa salle de lecture compte à cet effet 40 places de travail. Une partie de ses collections actuelles est disponible en libre accès à ses lecteurs.